# Nikšić
Nikšić je grad u Crnoj Gori.
Grad Nikšić se nalazi ispod brda Trebjese. Godine 2003., grad je imao oko 59.000 stanovnika, dok je područje općine imalo oko 75 000 stanovnika. 
Nikšić je druga po broju stanovnika općina u Crnoj Gori, odmah nakon Podgorice, a po površini najveća općina u bivšoj Jugoslaviji. Nikšić je vrlo važan kao industrijski centar Crne Gore, jer se u njemu nalazi pivovara "Trebjesa", poznata po legendarnom "Nikšićkom pivu", kao i Željezara koja proizvodi sirovi čelik i visokokvalitetne čelične limove. Osim toga, u Nikšiću se nalaze i drvni kombinat s proizvodnjom kvalitetnog namještaja, tvornica "Metalac" za proizvodnju strojeva i opreme za građevinarstvo; prehrambena industrija; tekstilna i druge.
Veliki proizvođač električne energije je hidrocentrala Perućica, koja koristi vodu Nikšićkog polja i njen prirodni pad od 550m. Okolina Nikšića poznata je po bogatsvu boksita i očuvanim šumama.

## Povijest
Evlija Čelebi u planinskim selima oko Nikšića spominje Hrvate.
Prije nego što su ga Crnogorci osvojili i pripojili, grad je pripadao Hercegovini i bio napučen islamskim stanovništvom. Godine 1878. nastupa masovnije iseljavanje muslimana iz gradova, koji su odlukama Berlinskog kongresa pripali Crnoj Gori. Samo iz Nikšića, od 410 muslimanskih obitelji, prema podacima iz 1877. godine, iselila se 391.

## Stanovništvo
Po posljednjem službenom popisu stanovništva iz 2003. godine, općina Nikšić imala je 75.282 stanovnika, raspoređenih u 110 naseljenih mjesta.
Nacionalni sastav:
- Crnogorci – 47.154 (62,63 %)
- Srbi – 20.129 (26,73 %)
- nacionalno neopredijeljeni – 5214 (6,92 %)
- ostali – 2785 (3,72 %)

Vjerski sastav:
- pravoslavni – 69.978 (92,95 %)
- ostali – 1908 (2,53 %)
- neopredijeljenji – 2305 (3,06 %)
- ne vjeruju – 505 (0,67 %)
- nepoznato – 586 (0,79 %)

## Naseljena mjesta
Balosave, 
Bare, 
Bastaji, 
Bjeloševina, 
Bobotovo Groblje, 
Bogetići, 
Bogmilovići, 
Brezovik, 
Brestice, 
Broćanac Viluški, 
Broćanac Nikšićki, 
Bršno, 
Bubrežak, 
Busak, 
Carine, 
Cerovo,
Crni Kuk, 
Crnodoli, 
Dolovi, 
Donja Trepča, 
Donje Crkvice, 
Donje Čarađe, 
Dragovoljići, 
Drenoštica, 
Dubočke, 
Duga, 
Dučice, 
Gornja Trepča, 
Gornje Crkvice, 
Gornje Čarađe, 
Gornje Polje, 
Goslić, 
Gradačka Poljana, 
Granice, 
Grahovac, 
Grahovo, 
Gvozd, 
Ivanje, 
Jabuke, 
Javljem, 
Jasenovo Polje, 
Jugovići, 
Kazanci, 
Kamensko, 
Klenak, 
Kovači, 
Koprivice, 
Koravlica, 
Kunak, 
Kuside, 
Kuta, 
Laz, 
Liverovići, 
Lukovo, 
Macavare, 
Međeđe, 
Milojevići, 
Miločani, 
Miljanići, 
Miruše, 
Mokri Do, 
Morakovo, 
Nikšić, 
Nudo, 
Oblatno, 
Ozrinići, 
Orah, 
Orlina, 
Petrovići, 
Pilatovci, 
Povija, 
Podbožur, 
Podvrš, 
Ponikvica, 
Počekovići, 
Praga, 
Prigradina, 
Prisoje, 
Rastovac, 
Riđani, 
Riječani, 
Rudine, 
Sjenokosi, 
Smrduša, 
Somina, 
Spila, 
Srijede, 
Staro Selo, 
Stuba, 
Stubica, 
Šipačno, 
Štedim, 
Štitari, 
Tupan, 
Ubli, 
Vasiljevići, 
Velimlje, 
Vidne,
Vilusi, 
Vir, 
Vitasojevići, 
Višnjića Do, 
Vraćenovići, 
Vrbica, 
Vučji Do, 
Zavrh, 
Zagora, 
Zagrad, 
Zaljutnica, 
Zaslap, 
Zlostup.

## Nacionalni sastav po naseljenim mjestima
- Balosave – uk. 42, Srbi – 21, Crnogorci – 14, ostali – 7
- Bare – uk. 50, Crnogorci – 47, Srbi – 2, ostali – 1
- Bastaji – uk. 146, Crnogorci – 51, Srbi – 43, neopredijeljeni – 1, ostali – 51
- Bjeloševina – uk. 213, Crnogorci – 159, Srbi – 49, neopredijeljeni – 1, ostali – 4
- Bobotovo Groblje – uk. 74, Srbi – 56, Crnogorci – 16, neopredijeljeni – 2
- Bogetići – uk. 72, Crnogorci – 69, Srbi – 3
- Bogmilovići – uk. 0 (nema stanovnika)
- Brezovik – uk. 334, Crnogorci – 234, Srbi – 89, neopredijeljeni – 11
- Brestice – uk. 35, Crnogorci – 28, Srbi – 4, ostali – 3
- Broćanac Viluški – uk. 92, Srbi – 48, Crnogorci – 31, neopredijeljeni – 10, ostali – 3
- Broćanac Nikšićki – uk. 85, Crnogorci – 70, Srbi – 12, neopredijeljeni – 3
- Bršno – uk. 191, Crnogorci – 154, Srbi – 31, ostali – 6
- Bubrežak – uk. 5, Crnogorci – 5
- Busak – uk. 24, Srbi – 20, Crnogorci – 4
- Vasiljevići – uk. 161, Crnogorci – 103, Srbi – 43, neopredijeljeni – 15
- Velimlje – uk. 155, Crnogorci – 114, Srbi – 41
- Vidne – uk. 31, neopredijeljeni – 14, Srbi – 10, Crnogorci – 7
- Vilusi – uk. 210, Srbi – 113, Crnogorci – 91, neopredijeljeni – 6
- Vir – uk. 905, Crnogorci – 515, Srbi – 307, neopredijeljeni – 77, ostali – 6
- Vitasojevići – uk. 10, Crnogorci – 5, Srbi – 5
- Višnjića Do – uk. 49, Crnogorci – 26, Srbi – 18, neopredijeljeni – 5
- Vraćenovići – uk. 61, Crnogorci – 40, Srbi – 21
- Vrbica – uk. 5, Crnogorci – 5
- Vučji Do – uk. 30, Srbi – 29, Crnogorci – 1
- Gvozd  – uk. 2, Srbi – 2
- Gornja Trepča – uk. 54, Crnogorci – 42, neopredijeljeni – 7, Srbi – 5
- Gornje Polje – uk. 202, Crnogorci – 131, Srbi – 46, neopredijeljeni – 24, ostali – 1
- Gornje Crkvice – uk. 84, Srbi – 47, Crnogorci – 37
- Gornje Čarađe – uk. 68, neopredijeljeni – 23, Srbi – 23, Crnogorci – 22
- Goslić – uk. 96, Srbi – 57, Crnogorci – 37, neopredijeljeni – 2
- Gradačka Poljana – uk. 6, Crnogorci – 6
- Granice – uk. 88, Srbi – 47, Crnogorci – 37, ostali – 4
- Grahovac – uk. 119, Crnogorci – 96, Srbi – 21, neopredijeljeni – 2
- Grahovo – uk. 133, Crnogorci – 103, Srbi – 22, neopredijeljeni – 6, ostali – 2
- Dolovi – uk. 14, Crnogorci – 11, Srbi – 3
- Donja Trepča – uk. 61, Crnogorci – 33, Srbi – 23, neopredijeljeni – 4, ostali – 1
- Donje Crkvice – uk. 76, Srbi – 67, Crnogorci – 9
- Donje Čarađe – uk. 84, Srbi – 61, Crnogorci – 23
- Dragovoljići – uk. 392, Crnogorci – 207, Srbi – 156, neopredijeljeni – 22, ostali – 7
- Drenoštica – uk. 33, Srbi – 17, Crnogorci – 15, ostali – 1
- Dubočke – uk. 271, Crnogorci – 180, Srbi – 76, neopredijeljeni – 7, ostali – 8
- Duga – uk. 98, Crnogorci – 70, Srbi – 18, neopredijeljeni – 9, ostali – 1
- Dučice – uk. 569, Srbi – 300, Crnogorci – 253, neopredijeljeni – 13, ostali – 3
- Zavrh – uk. 105, Crnogorci – 61, Srbi – 31, neopredijeljeni – 12, ostali – 1
- Zagora – uk. 20, Crnogorci – 15, neopredijeljeni – 3, Srbi – 2
- Zagrad – uk. 428, Crnogorci – 279, Srbi – 141, neopredijeljeni – 8
- Zaljutnica – uk. 23, neopredijeljeni – 15, Crnogorci – 6, Srbi – 1, ostali – 1
- Zaslap – uk. 53, Crnogorci – 38, Srbi – 14, neopredijeljeni – 1
- Zlostup – uk. 27, Crnogorci – 10, neopredijeljeni – 9, Srbi – 8
- Ivanje – uk. 18, Crnogorci – 11, Srbi – 5, neopredijeljeni – 2
- Jabuke – uk. 33, Crnogorci – 18, Srbi – 9, neopredijeljeni – 4, ostali – 2
- Javljem – uk. 62, Srbi – 43, Crnogorci – 19
- Jasenovo Polje – uk. 77, Crnogorci – 58, Srbi – 19
- Jugovići – uk. 329, Srbi – 167, Crnogorci – 156, neopredijeljeni – 5, ostali – 1
- Kazanci – uk. 92, Srbi – 67, Crnogorci – 25
- Kamensko – uk. 40, Crnogorci – 19, Srbi – 16, ostali – 5
- Klenak – uk. 156, Crnogorci – 98, Srbi – 48, neopredijeljeni – 8, ostali – 2
- Kovači – uk. 49, Srbi – 37, Crnogorci – 5, ostali – 7
- Koprivice – uk. 133, Srbi – 99, Crnogorci – 34
- Koravlica – uk. 28, Srbi – 14, Crnogorci – 11, neopredijeljeni – 3
- Kunak – uk. 20, Crnogorci – 8, Srbi – 6, neopredijeljeni – 4, ostali – 2
- Kuside – uk. 25, Srbi – 15, Crnogorci – 10
- Kuta – uk. 910, Crnogorci – 599, Srbi – 189, neopredijeljeni – 103, ostali – 19
- Laz – uk. 149, Crnogorci – 107, Srbi – 35, ostali – 7
- Liverovići – uk. 334, Crnogorci – 184, Srbi – 114, neopredijeljeni – 29, ostali – 7
- Lukovo – uk. 295, Crnogorci – 204, Srbi – 91
- Macavare – uk. 91, Crnogorci – 51, Srbi – 24, neopredijeljeni – 16
- Međeđe – uk. 13, Srbi – 9, Crnogorci – 4
- Milojevići – uk. 58, Crnogorci – 53, Srbi – 5
- Miločani – uk. 863, Crnogorci – 513, Srbi – 262, neopredijeljeni – 75, ostali – 13
- Miljanići – uk. 71, Srbi – 47, Crnogorci – 23, neopredijeljeni – 1
- Miruše – uk. 9, Srbi – 9
- Mokri Do – uk. 40, Srbi – 30, Crnogorci – 10
- Morakovo – uk. 374, Crnogorci – 214, Srbi – 123, neopredijeljeni – 35, ostali – 2
- Nikšić – uk. 58.212, Crnogorci – 36.890, Srbi – 14.766, neopredijeljeni – 4106, ostali – 2450
- Nudo – uk. 171, Crnogorci – 90, Srbi – 72, neopredijeljeni – 6, ostali – 3
- Oblatno – uk. 87, Crnogorci – 55, Srbi – 24, neopredijeljeni – 8
- Ozrinići – uk. 2024, Crnogorci – 1356, Srbi – 431, neopredijeljeni – 208, ostali – 29
- Orah – uk. 132, Crnogorci – 88, neopredijeljeni – 22, Srbi – 21, ostali – 1
- Orlina – uk. 52, Crnogorci – 45, Srbi – 7
- Petrovići – uk. 162, Crnogorci – 85, Srbi – 48, neopredijeljeni – 12, ostali – 17
- Pilatovci – uk. 136, Crnogorci – 54, Srbi – 45, ostali – 37
- Povija – uk. 85, Crnogorci – 68, Srbi – 16, neopredijeljeni – 1
- Podbožur – uk. 17, Crnogorci – 6, neopredijeljeni – 6, Srbi – 5
- Podvrš – uk. 30, Crnogorci – 12, Srbi – 4, ostali – 14
- Ponikvica – uk. 29, Srbi – 14, Crnogorci – 12, neopredijeljeni – 3
- Počekovići – uk. 45, Crnogorci – 32, Srbi – 6, ostali – 7
- Praga – uk. 40, Crnogorci – 29, Srbi – 9, neopredijeljeni – 2
- Prigradina – uk. 55, Srbi – 30, Crnogorci – 25
- Prisoje – uk. 51, Crnogorci – 46, Srbi – 4, neopredijeljeni – 1
- Rastovac – uk. 1513, Crnogorci – 1001, Srbi – 385, neopredijeljeni – 98, ostali – 29
- Riđani – uk. 190, Crnogorci – 126, Srbi – 60, neopredijeljeni – 4
- Riječani – uk. 52, Crnogorci – 30, Srbi – 12, neopredijeljeni – 9, ostali – 1
- Rudine – uk. 60, Crnogorci – 42, Srbi – 15, ostali – 3
- Sjenokosi – uk. 10, Srbi – 6, Crnogorci – 4
- Smrduša – uk. 29, Crnogorci – 11, Srbi – 9, neopredijeljeni – 7, ostali – 2
- Somina – uk. 106, Srbi – 90, Crnogorci – 15, ostali – 1
- Spila – uk. 58, Crnogorci – 40, Srbi – 18
- Srijede – uk. 13, Crnogorci – 8, neopredijeljeni – 4, Srbi – 1
- Staro Selo – uk. 288, Crnogorci – 217, Srbi – 61, neopredijeljeni – 8, ostali – 2
- Stuba – uk. 2, Crnogorci – 2
- Stubica – uk. 68, Crnogorci – 49, Srbi – 16, neopredijeljeni – 3
- Tupan – uk. 216, Crnogorci – 111, Srbi – 83, neopredijeljeni – 18, ostali – 4
- Ubli – uk. 23, Srbi – 20, Crnogorci – 2, ostali – 1
- Carine – uk. 178, Crnogorci – 98, Srbi – 56, neopredijeljeni – 19, ostali – 5
- Cerovo – uk. 162, Crnogorci – 120, Srbi – 30, neopredijeljeni – 12
- Crnodoli – uk. 118, Crnogorci – 95, Srbi – 17, neopredijeljeni – 6
- Šipačno – uk. 321, Crnogorci – 209, Srbi – 59, neopredijeljeni – 52, ostali – 1
- Štedim – uk. 171, Crnogorci – 137, Srbi – 32, neopredijeljeni – 2
- Štitari – uk. 21, Srbi – 21

## Jezici
- crnogorski – 54.080 (71,83 %)
- srpski – 17.878 (23,74 %)
- ostali i nepoznato – 3324 (4,43 %)